# Порція (супутник)

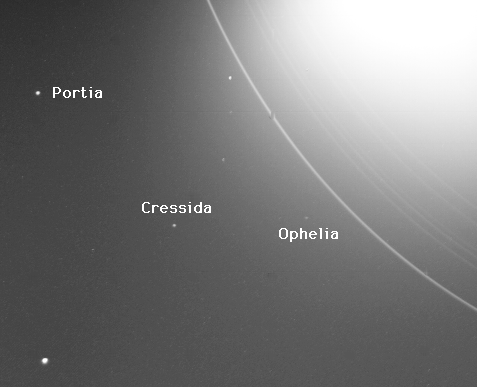
Порцію видно зліва

Порція — внутрішній супутник Урана. Його названо на честь героїні п'єси Вільяма Шекспіра «Венеційський купець» (The Merchant of Venice). Також відомий під назвою Уран XII.
Порцію було відкрито 3 січня 1986 року під час вивчення знімків, отриманих «Вояджером-2», та присвоєно тимчасову назву S/1986 U 1.
Оскільки орбіта Порції знаходиться в межах радіусу синхронної орбіти Урана, супутник повільно руйнується через дію припливних сил. 
Порція приречена зіткнутися з Ураном або, розбившись на менші частини, стати частиною одного з планетарних кілець.